# 地域海軍

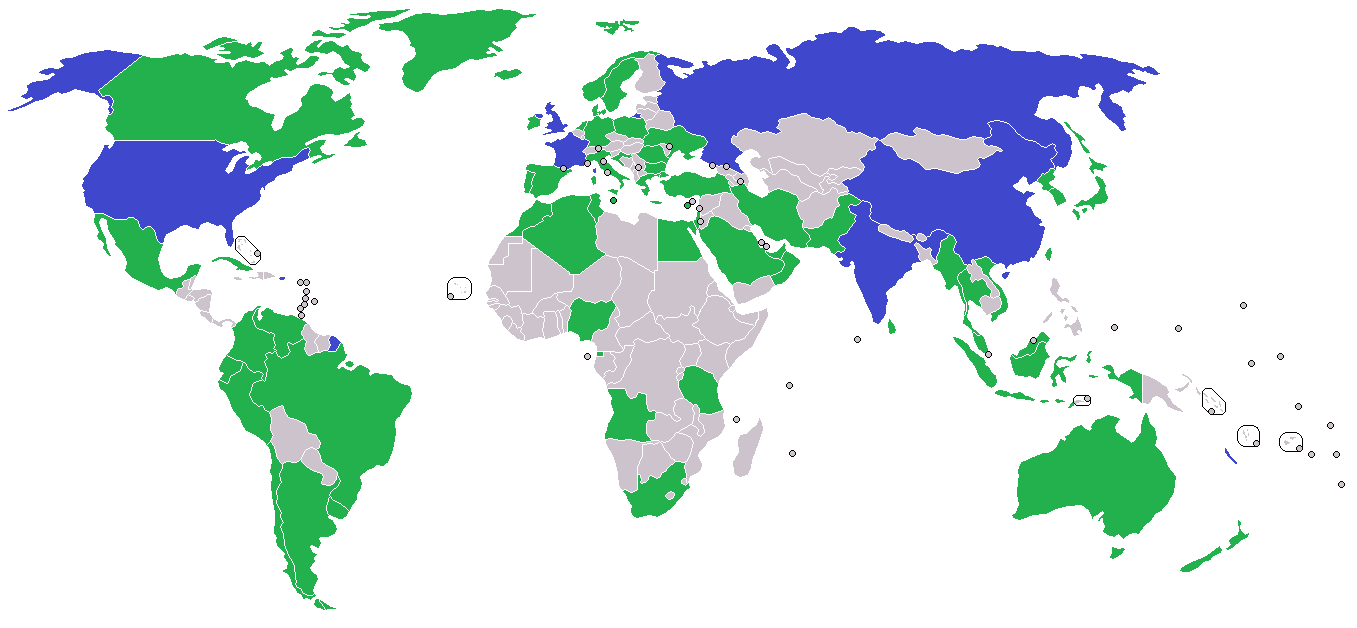
外洋海軍（ブルーウォーター・ネイビー）
地域海軍（グリーンウォーター・ネイビー）

地域海軍（ちいきかいぐん）またはグリーンウォーター・ネイビー（英語：green-water navy）とは、その国の沿岸帯で運用するように計画され、その周辺海域の開かれた海における活動能力を有する海軍。これは外洋海軍や沿岸海軍と区別しニュアンスを加えるために作られた、比較的新しく教義的でない海軍用語である。
この語は沿岸水域での攻撃作戦を専門とする艦隊の一部を指すために使うアメリカ海軍に由来する。沿岸砲や航空戦力による破壊を避けるため、今日ではそうした艦艇は機動力やステルス性に依存している。
アメリカ海軍は中国人民解放軍海軍による完全な外洋海軍への発展の初段階を指すためにも地域海軍という語を用いてきた。その後他の発案者らは、地域的に戦力投射できるが他国の協力なしには作戦維持ができない外国海軍にその概念を適用した。このような海軍は通常、タンカーや補給艦などから物流支援を受けた駆逐艦・フリゲートに護衛される揚陸艦や時として小型空母（軽空母）を保有している。

## 定義と歴史
海洋におけるブルーウォーター、グリーンウォーター、ブラウンウォーターを区別する海洋地理学（en:Maritime geography）の原理は大まかに定義され、その意味も歴史とともに変化してきた。 アメリカ合衆国の2010年海軍作戦構想はブルーウォーターを「開かれた海」、グリーンウォーターを「沿岸海域や港湾」、ブラウンウォーターを「航行可能な河川とその河口」と定義する。一方、アメリカ海軍大学校のRobert Rubelは、彼のブラウンウォーターの定義に湾を含め、過去の軍事評論家は海岸から100海里（約190キロ）へとその定義を拡張した。

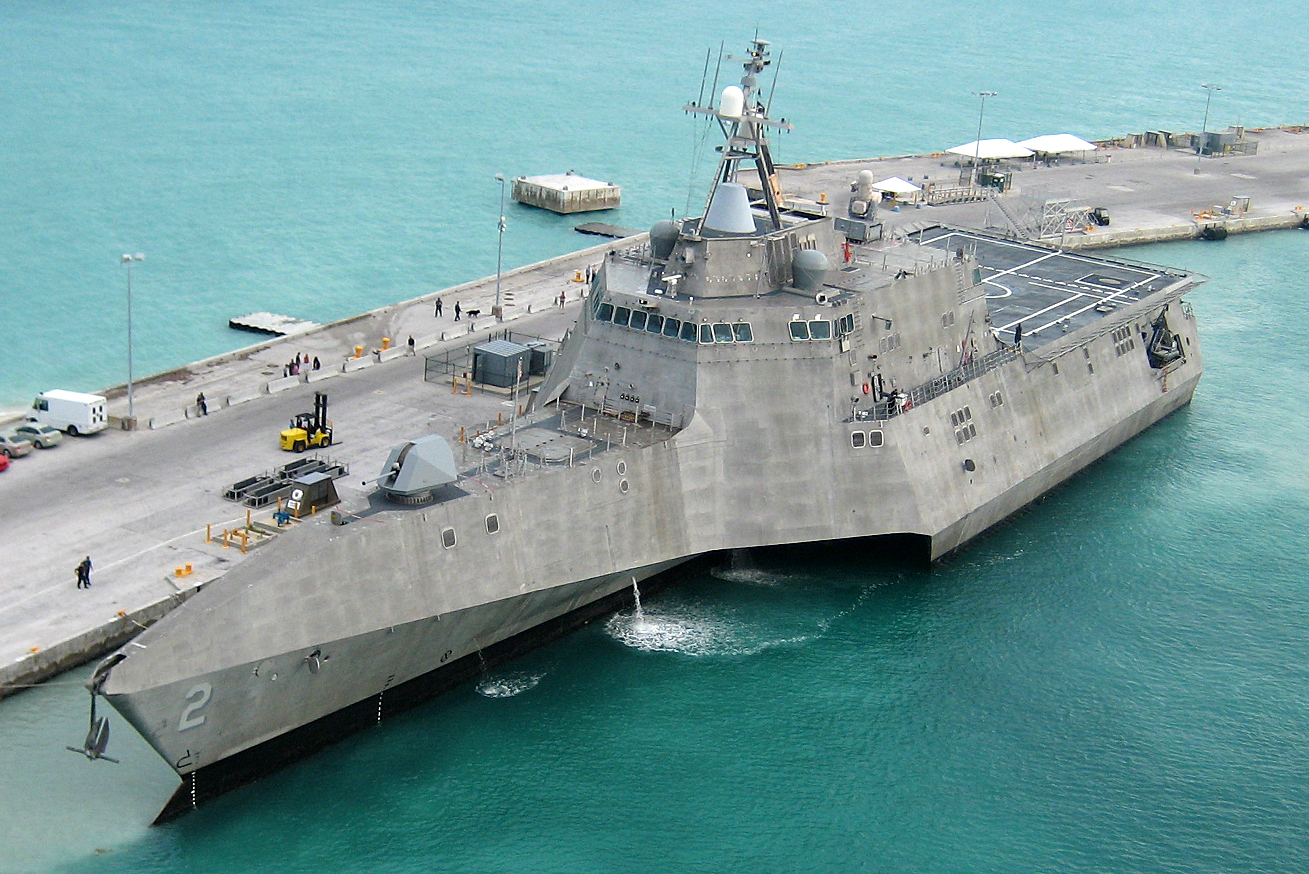
沿海域戦闘艦「インディペンデンス」は地域的作戦のために設計された。

冷戦中のグリーンウォーターは、海軍が陸からの航空機と遭遇するかもしれない海域を意味していたが、対艦ミサイルとともに長距離爆撃機の開発が海洋の大部分を「グリーンウォーター」に変え、この用語はほとんど消失した。冷戦後、アメリカの揚陸任務部隊は外洋の空母戦闘群（現 空母打撃群）とは対照的にしばしば地域海軍として言及された。この区別は、沿岸海域での脅威増大によって揚陸艦がさらに沖合に追いやられ、ヘリコプターとティルトローターによる攻撃が水平線の向こうから行われるようになったことで消滅した。これによりそういった海域で運用するために設計された艦船（ズムウォルト級ミサイル駆逐艦や沿海域戦闘艦）の開発が進んだ。そのモデリングは、現在のNATOのフリゲートなどがグリーンウォーターにおける4〜8隻ほどの小型船団に対して脆弱であることを指摘する。Rubelは、高価な装備にとって危険すぎる海域としてグリーンウォーターの再定義と、生き残るためにステルスや他の特徴を利用できる潜水艦などの小型艦艇に攻撃力を分散させる必要性を提案している。彼の構想では、河川や機雷原、海峡などその他のチョークポイントを含むブラウンウォーターは、遠洋航行可能な艦船が全く運用できない水域だとされている。
21世紀初頭の卓越した外洋海軍として、アメリカ海軍は兵站の制約を受けない敵軍の自国海域における攻撃的行動の観点から海洋地理学を定義できる。これは、補給線や航空支援が通常自国領域の数百キロ以内での戦力投射に限定される多くの他国海軍には当てはまらない。そのため、多くの国がこの制約の克服に取り組んでいる。遠洋航行可能な艦艇を保有しながら外洋海軍のために必要な後方支援が不足している海軍に「地域海軍」の用語を適用し始めた者もいる。この用語は一貫性や正確性を持たずに使用されるため、時としてそれらの意味が明確でないことがある。
地域海軍の艦隊は、個々の艦艇が海岸から離れた外洋で機能しないということではなく、兵站上の理由から長期間の展開ができず、それを維持するために他国からの支援を要することを意味する。この用語はまた、地域海軍を持たない多くの国々が、地域海軍を有していると認識されている国々と同規模の海軍力を維持するために主観的でもある。例えば、ドイツ連邦海軍はカナダ海軍とほぼ同等の能力を有するが、地域海軍とはみなされていない。また、ポルトガル海軍はたいてい小規模な海軍として分類されるが、地域海軍に典型的な遠方地域における継続した作戦を何度も実施してきた。しかし、外洋海軍と沿岸および地域海軍との相違は通常きわめて明白であり、例えば、アメリカ海軍はマレーシア航空370便墜落事故の際には迅速に対応でき、捜索範囲がインド洋に及んでいたが比較的容易にその地域での作戦を継続できた。一方で、2005年時点のロシア連邦海軍のような地域海軍は、その深海救難艇「AS-28」が海底ケーブルにもつれて浮上できなくなった際に外洋海軍であるイギリス海軍へ救難活動を依存し、適切な対応ができなかった。
各国が海軍力を増強するのと同じく、それを失う国もある。オーストリア＝ハンガリー帝国海軍は当時近代的な地域海軍であったが、帝国が第一次世界大戦の間に海岸部を喪失したために海軍は押収され、港はイタリアやユーゴスラビアの一部となった。枢軸国は第二次世界大戦の敗戦後にその海軍力を失い、大日本帝国海軍やドイツ海軍は武装解除され、その部隊や艦艇数は連合国によって制限および監視された。ソビエト連邦の崩壊は世界第2位の海軍と世界最大の潜水艦部隊の崩壊をもたらした。ロシア連邦はソ連海軍の兵站能力を失い、長期間ロシア沿岸から離れた運用ができなくなったため、高性能の艦船から旧式の艦船まで後継諸国に引き渡した。さらに、予算削減がタイフーン型原子力潜水艦の退役といった潜水艦戦力における大幅な減退を強いた。ソ連海軍は主に潜水艦を中心に構築されていたため、潜水艦戦力の低下はロシア連邦海軍の能力にも悪影響を及ぼしてきた。

## 地域海軍の例

### オーストラリア

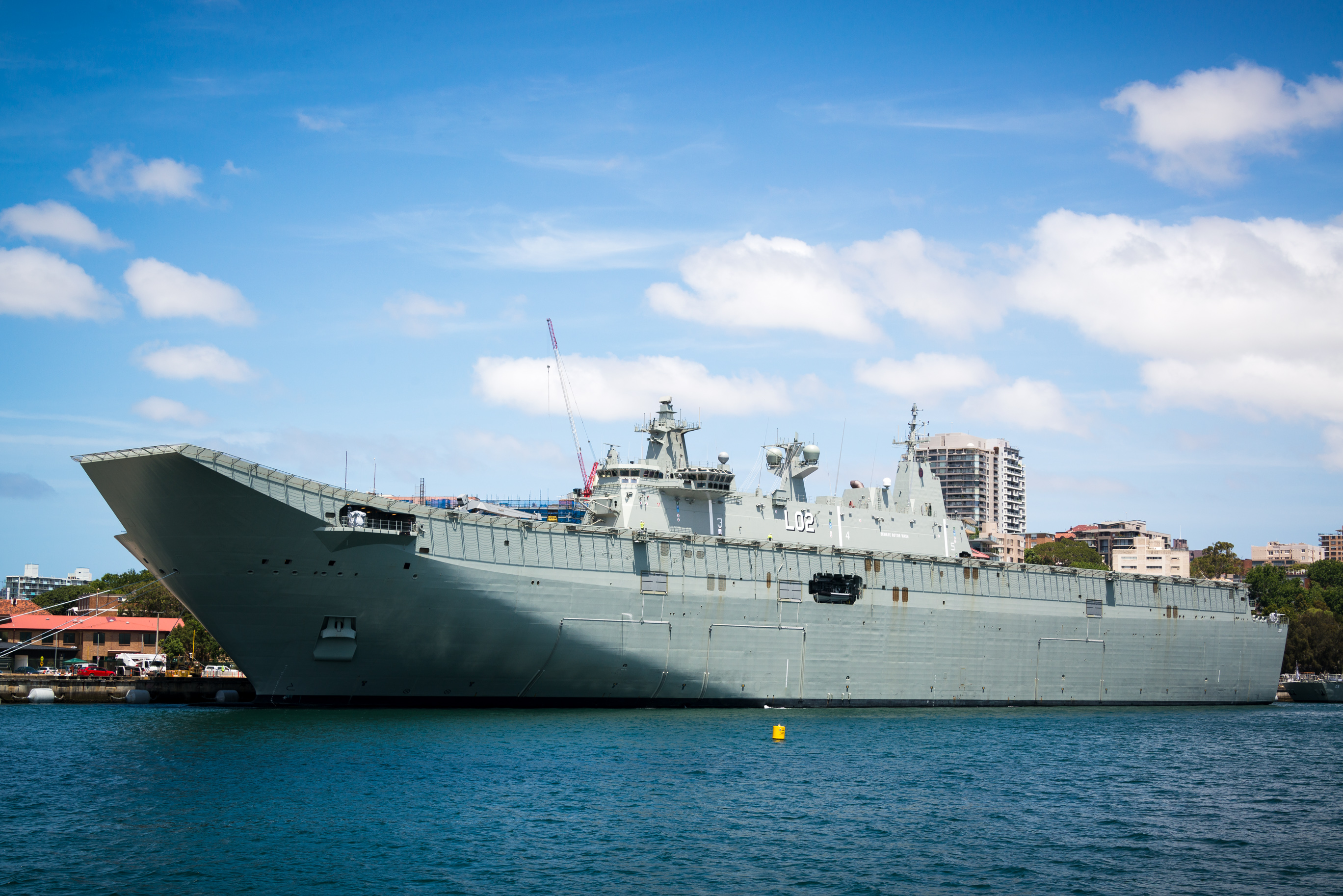
強襲揚陸艦「キャンベラ」

オーストラリア海軍は地域海軍として充分に確立されており、時として国際的または同盟連合の一部として、太平洋から地中海まで広範囲の海上作戦を維持する。
駆逐艦やフリゲート、通常動力型潜水艦および「チョールズ」就役と2隻のキャンベラ級強襲揚陸艦に基づく新たな水陸両用・戦力投射能力などで構成された近代的な艦隊を運用する。
- 輸送・揚陸能力 – 27,000トンの「キャンベラ」と「アデレード（英語版）」
- 揚陸能力 – 16,190トンの「チョールズ」
- 補給能力 – 18,221トンの「サクセス」、46,775トンの「シリウス」

### ブラジル

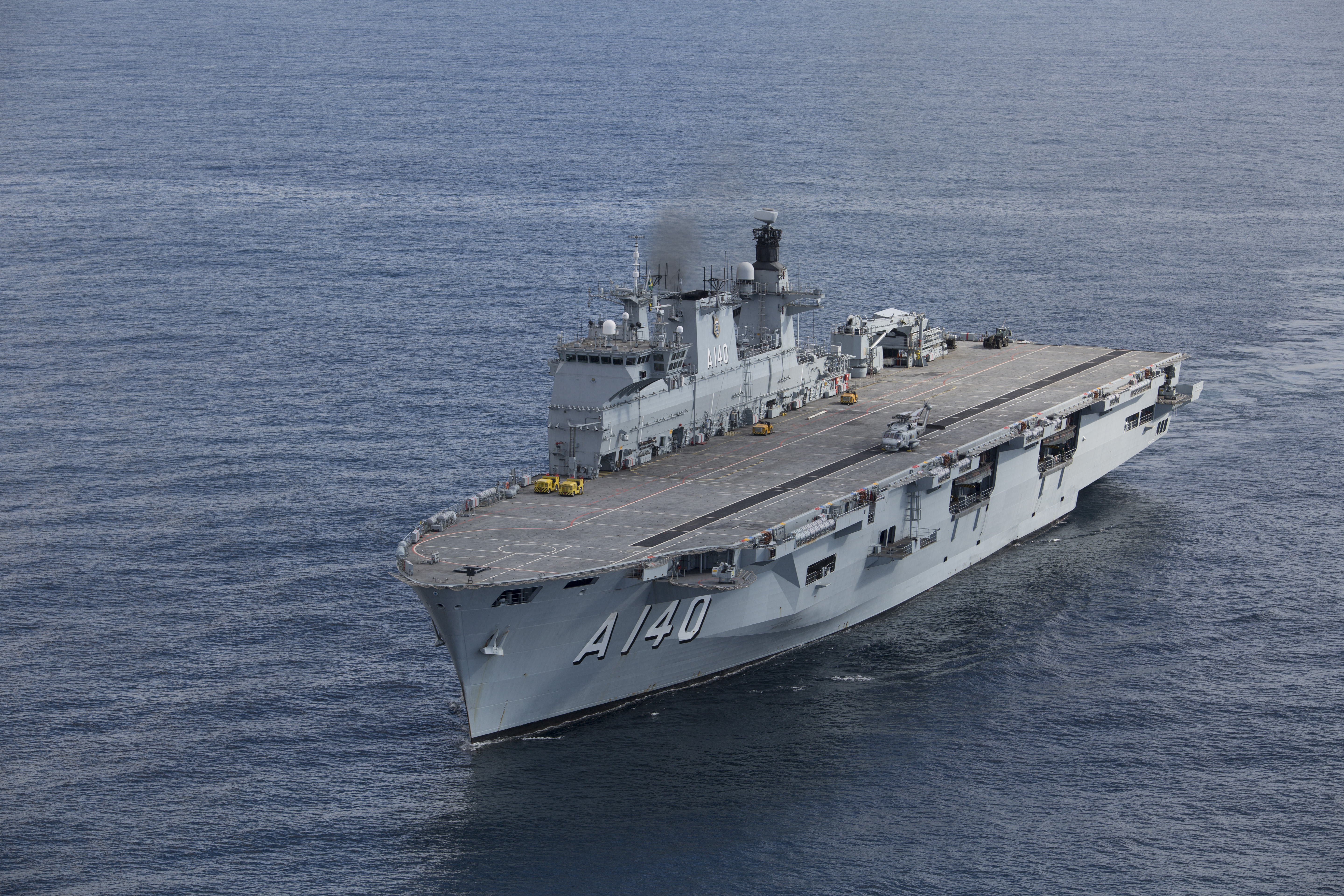
ヘリコプター揚陸艦「アトランティコ」

ブラジル海軍は専門家から度々地域海軍と呼ばれている。主にブラジルの沿海域や排他的経済水域の防衛に専念しているのみならず、南大西洋の広域で作戦能力を維持する。
2000年代初頭以降は、多くの平和維持および人道援助にも貢献してきた。
- ヘリ空母能力 – 21,000トンの「アトランティコ（英語版）」
- 揚陸能力 – 12,000トンの「バヒア（英語版）」、8,757トンのニューポート級戦車揚陸艦、8,751トンのラウンドテーブル型支援揚陸艦2隻
- 補給能力 – 10,000トンの「アルミランテ・ガストン・モッタ」、12,889トンの「Marajó」

### カナダ

フリゲート「ハリファックス」

2001年に出版された"Leadmark: The Navy’s Strategy for 2020"で概説された基準によれば、カナダ海軍は3番目となる「Medium Global Force Projection Navy」の記述がある。これは、アメリカ海軍などのようにより強力な同盟国の支援とともに世界中に戦力展開できる能力を備えた地域海軍を意味する。この文脈では、カナダ海軍はオーストラリアやオランダと並ぶ順位となる。
- 補給能力 – 軍民両用の有人給油艦「アステリックス（英語版）」。これは2022年までに2隻のプロテクチュール級補助艦（英語版）が就役するまでの暫定的艦船である。

### イタリア

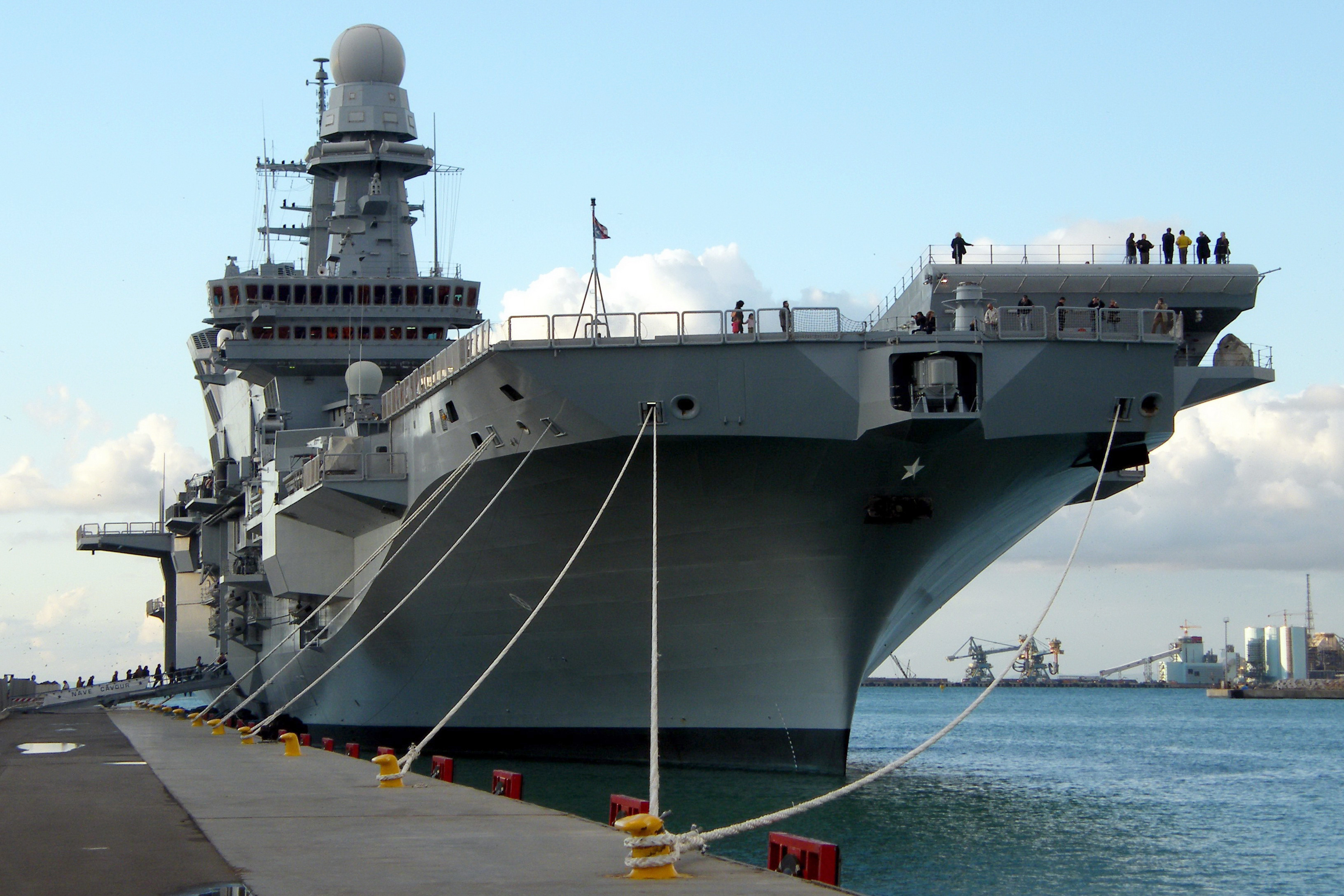
軽空母「カヴール」

イタリア海軍は、劉華清の著書によると「地域的外洋海軍」として、Daniel Todd・Michael Lindberg両教授によって「多地域戦力投射海軍」として分類されている。1989年に刊行された"The Atlantic Alliance and  the Middle East"の著者Joseph I. Coffeyは、イタリアの外洋能力は地中海を越えて広がることはないと断言している。
今日のイタリア海軍は2隻の軽空母（「カヴール」と「ジュゼッペ・ガリバルディ」）に加えて、水上戦闘艦や潜水艦で構成された近代的艦隊を保有する。また、海の盾作戦やアタランタ作戦といった多国籍の海賊対策任務の一翼として、インド洋やペルシア湾へ定期的に展開する。2001年の不朽の自由作戦や2015年欧州難民危機に際するソフィア作戦などにおけるNATOや欧州連合支援下で空母戦闘群の展開能力も有する。
- 空母能力 – 27,910トンの「カヴール」と13,850トンの「ジュゼッペ・ガリバルディ」
- 揚陸能力 – 8,000トンのサン・ジョルジョ級強襲揚陸艦3隻
- 補給能力 – 13,400トンのエトナと8,000トンのストロンボリ級補給艦2隻

### 日本

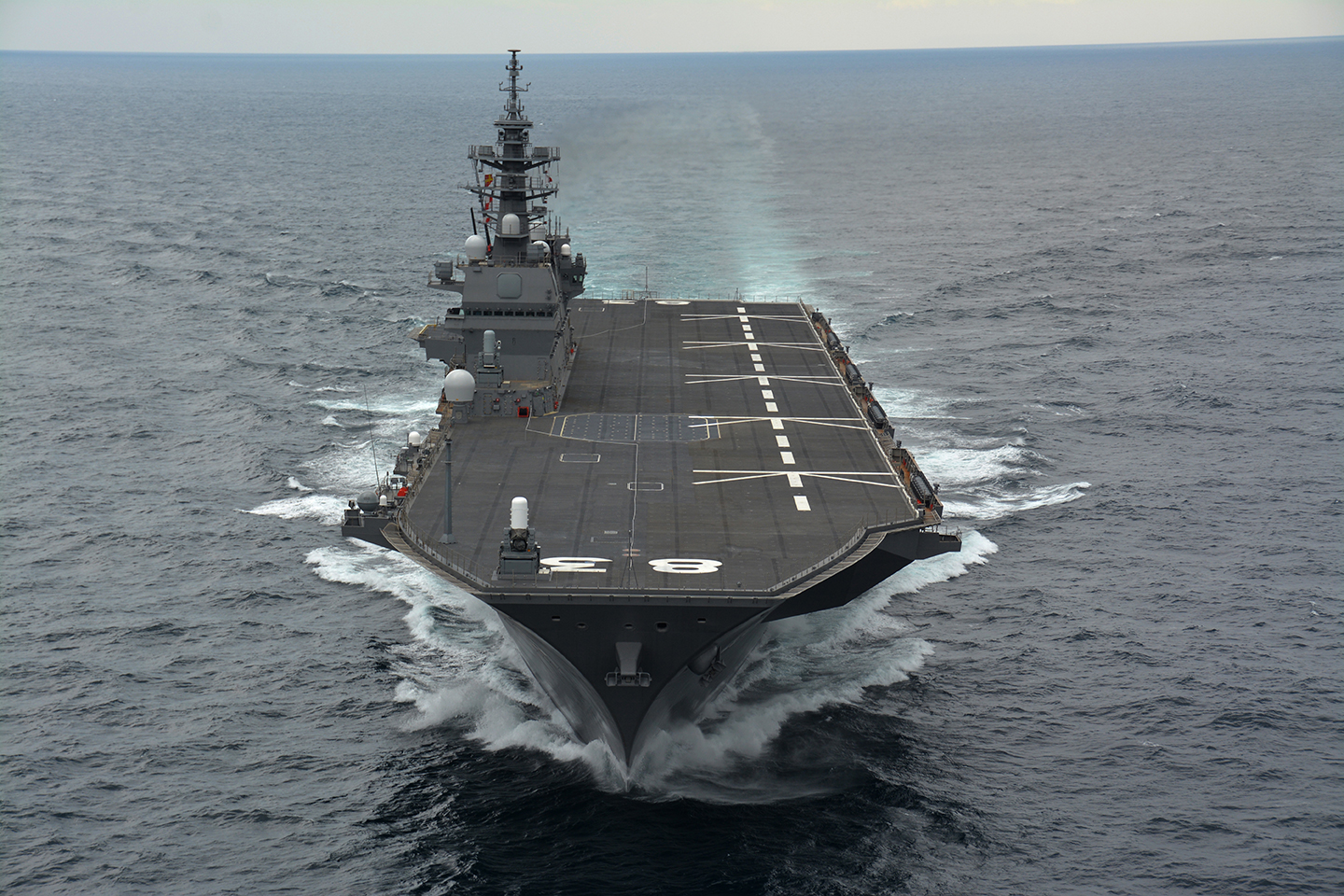
ヘリコプター搭載護衛艦「いずも」

海上自衛隊は地域海軍だと考えられる 。海自の国外展開は第150合同任務部隊への参加や、2009年からのインド洋におけるソマリア沖の海賊対策としての自衛隊インド洋派遣を含む。戦後初の海外における航空施設はジブチ国際空港に隣接して建設された。
2019年には防衛省がF-35B導入を決定し、計42機によるいずも型護衛艦での運用が想定されている。
- ヘリ空母能力 – 19,000トンのひゅうが型護衛艦2隻と27,430トンのいずも型護衛艦2隻。固定翼機搭載のための仕様変更可能。
- 揚陸能力 – 14,000トンのおおすみ型輸送艦3隻
- 補給能力 – 25,000トンのましゅう型補給艦2隻と15,000トンのとわだ型補給艦3隻

### 韓国

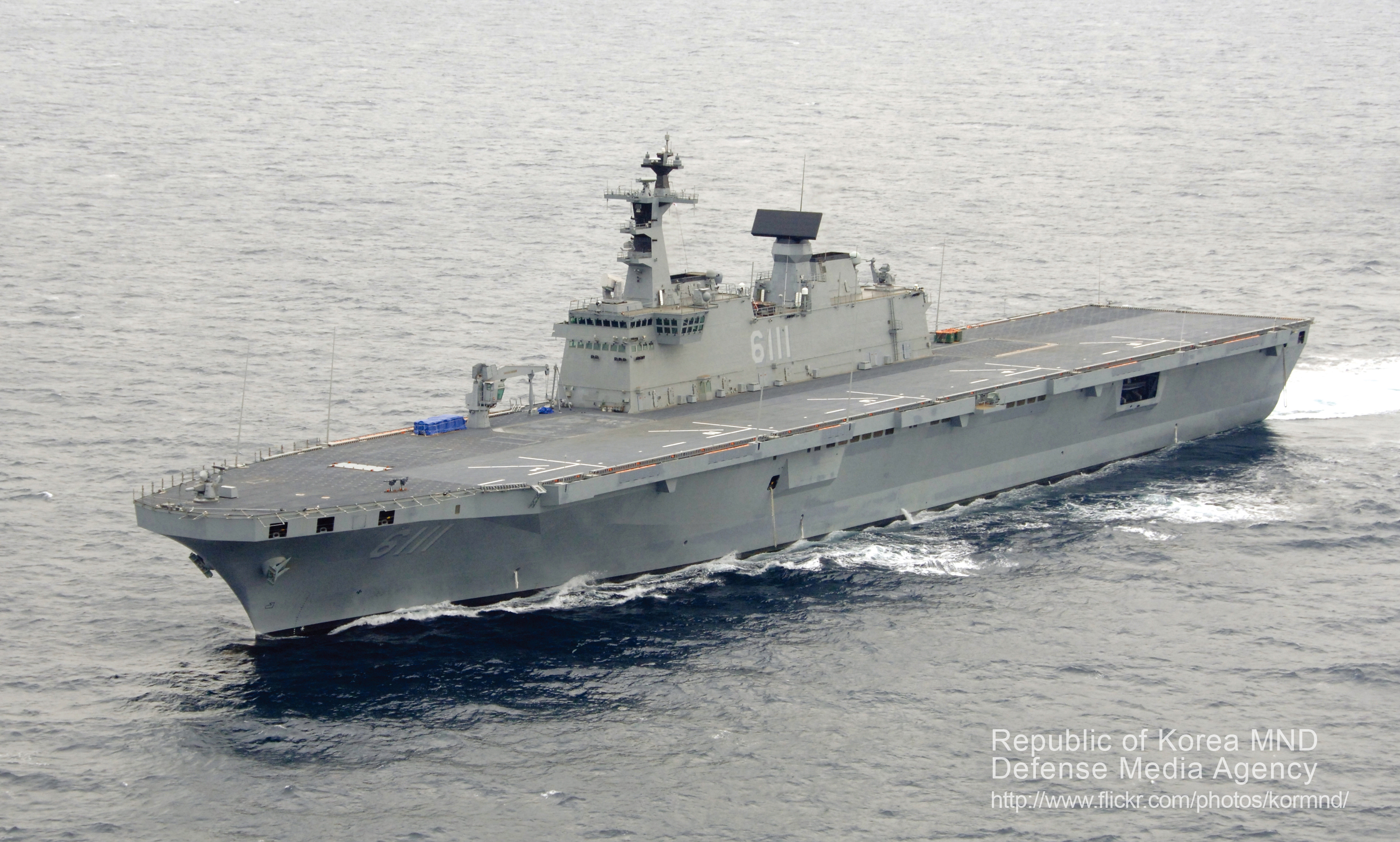
強襲揚陸艦「独島」

韓国海軍も地域海軍とみなされている。2011年、韓国政府は新たな独島級揚陸艦支援のため済州島の海軍基地建設を承認し、アメリカ海軍との統合部隊も可能な基地にするとされる。
揚陸艦の2番艦には垂直/短距離離着陸機のためのスキージャンプ式飛行甲板設置が検討されている。韓国政府が全てVTOL機での運用を選択すれば、F-35B導入までの繋ぎとして追加でハリアー IIを購入することも検討中である。
- ヘリ空母能力 – 18,800トンの独島級揚陸艦2隻
- 揚陸能力 – 4,300トンの高峻峰級揚陸艦4隻と7,300トンの天王峰級揚陸艦3隻
- 補給能力 – 9,180トンの天地級補給艦3隻と23,000トンの昭陽級補給艦1隻

### オランダ

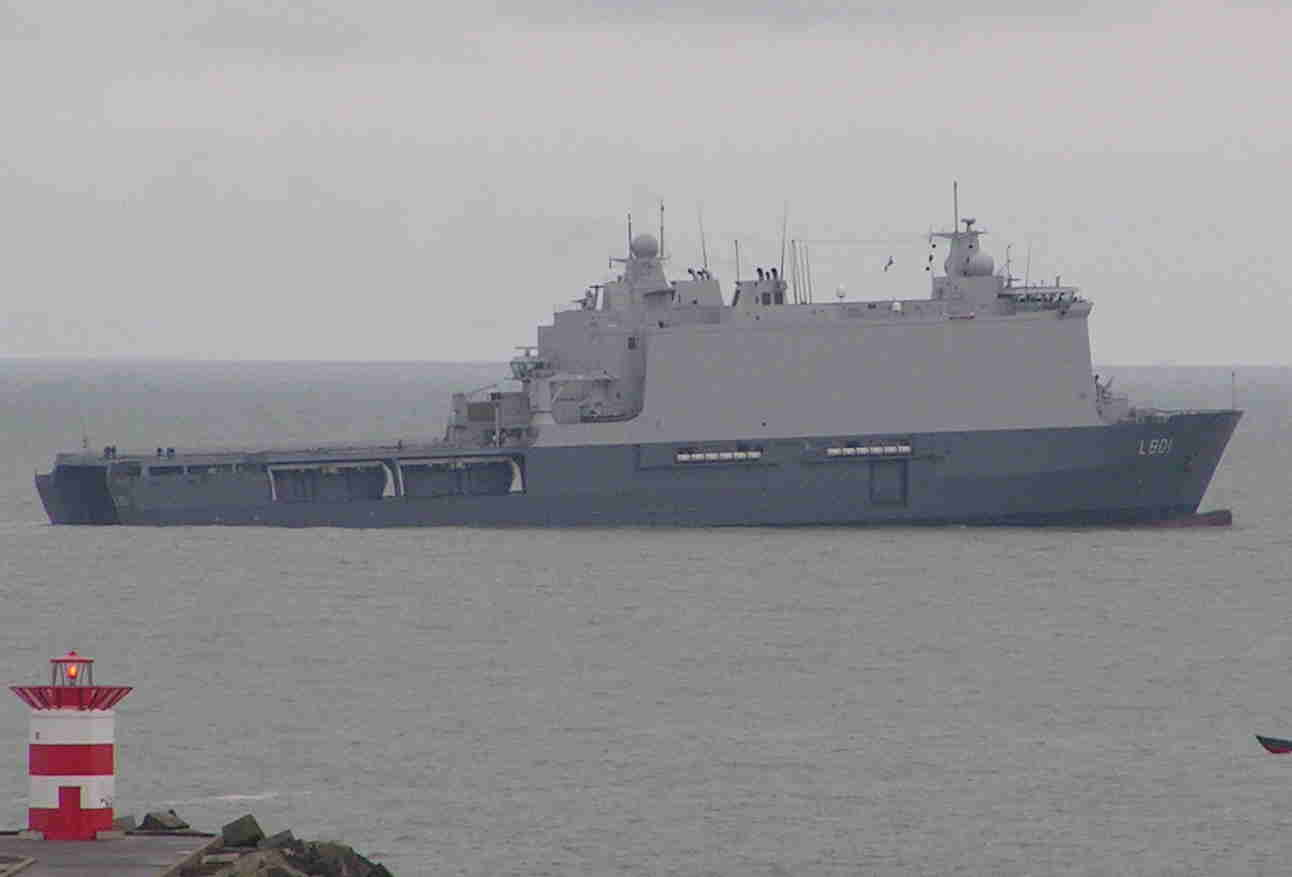
揚陸艦「ヨハン・デ・ウィット」

オランダ海軍もカナダの項で上述したように、3番目となる「Medium Global Force Projection Navy」とされている。
冷戦終結後長らく、オランダ海軍はその役割を国防から海外での武力介入へと変化させてきた。
- 揚陸能力 – 12,750トンの「ロッテルダム」と16,800トンの「ヨハン・デ・ウィット」
- 補給能力 – 27,800トンの「カレル・ドールマン」

### スペイン

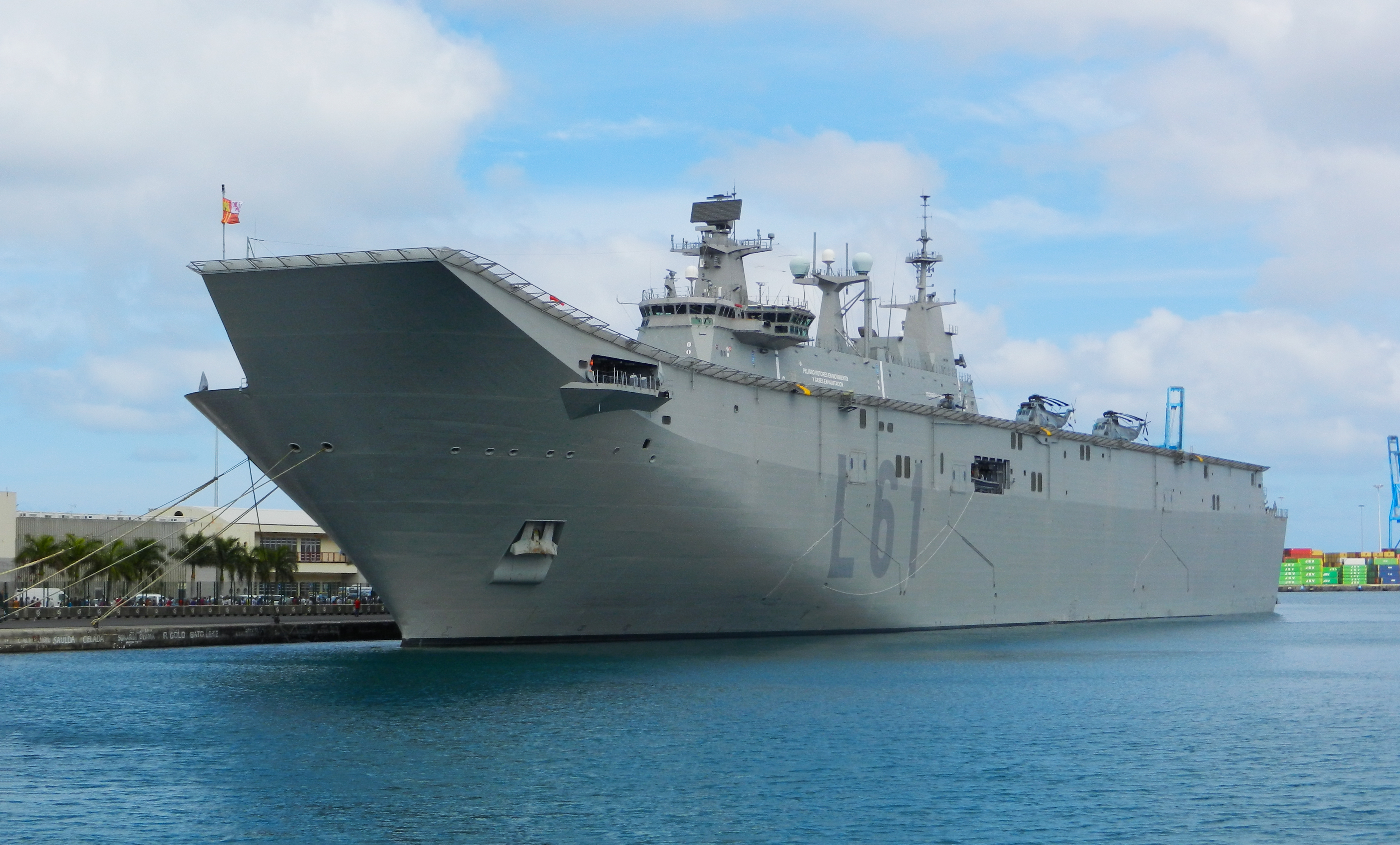
揚陸艦「フアン・カルロス1世」

スペイン海軍はNATOや欧州連合軍とともに世界中の統合任務に参加している地域海軍である。強襲揚陸艦1隻とドック型輸送揚陸艦2隻、イージス艦5隻（さらに5隻が計画中）、フリゲート6隻、コルベット7隻（さらに2隻が建造中）、3隻の通常動力型潜水艦（さらに4隻が建造中）を含む艦艇が就役している。
- 空母能力 – 26,000トンの「フアン・カルロス1世」
- 揚陸能力 – 13,815トンのガリシア級揚陸艦2隻
- 補給能力 – 17,045トンのパティーニョ級補給艦と19,500トンの「カンタブリア（英語版）」